# Ministerium für Justiz (Türkei)

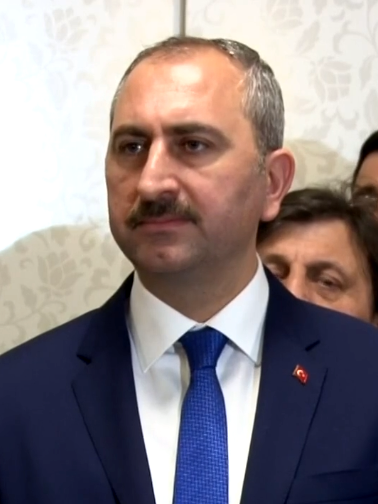
Justizminister der Türkei bis Januar 2022, Abdülhamit Gül

Das Ministerium für Justiz der Türkei (türk. Türkiye Cumhuriyeti Adalet Bakanlığı) ist ein Ministerium der Republik Türkei. Es wird vom Justizminister (Adalet Bakanı) geleitet. Amtierender Justizminister (Stand Juni 2023) ist Yılmaz Tunç.
Das Ministerium liegt im Stadtteil Kizilay am Güven-Park.

## Geschichte
Der Vorgänger Adliye Nezâreti wurde mit der Osmanischen Verfassung von 1876 in Konstantinopel errichtet und diente auch als Kultusministerium für nicht-islamische Religionen.  Nach der Niederlage des Osmanischen Reiches im Ersten Weltkrieg errang bei den im Dezember 1919 durchgeführten Wahlen die Befreiungsbewegung eine Zweidrittelmehrheit und verlegte ihren Hauptsitz nach Angora (Ankara). Im April 1920 konstituierte sich hier die „Große Türkische Nationalversammlung“, die im Januar 1921 ein provisorisches Verfassungsgesetz verabschiedete und eine provisorische Regierung, den Exekutivausschuss der Nationalversammlung bildete.
Justizminister waren Celalettin Arif (3. Mai 1920  bis 30. März 1921), Yusuf Kemal Bey (30. März 1921 bis 19. Mai 1921),  Refik Şevket İnce (19. Mai 1921 bis 9. Juli 1922) sowie Ahmet Rifat Çalık (ab 9. Juli 1922).Am 13. Oktober 1923 wurde Ankara zur Hauptstadt erklärt und am 29. Oktober die Republik ausgerufen; Mustafa Kemal Pascha wurde Staatspräsident, Ismet Pascha Ministerpräsident der neu gegründeten Republik.
Erster Justizminister der Türkischen Republik (Adalet Bakanı) war bis 1924 Seyit Bey. Unter seinem Nachfolger Mustafa Necati erfolgte die Abschaffung der Scharia und der Scharia-Gerichte. Der vom 22. November 1924 bis zum 27. September 1930 amtierende  Mahmut Esat Bozkurt gilt als Vater grundlegender Gesetze der Republik Türkei. Er war als Justizminister für die Abfassung des Türkischen Zivilgesetzbuch von 1926 verantwortlich, das auf dem Schweizer Zivilgesetzbuch von 1907 basierte und verfasste dessen Präambel.:20 Außerdem wurden unter seiner Aufsicht das neue türkische Strafgesetzbuch von 1926, die Konkurs- und Vollstreckungsgesetze sowie die Seehandels- und Handelsgesetze erarbeitet. Unter Şükrü Saracoğlu trat 1934 das Namensgesetz mit der Einführung von Nachnamen in Kraft.
Ab 1938 gab es häufig wechselnde Kabinette mit relativ kurzen Amtszeiten der Justizminister.

## Liste von Justizministern (seit 1999)
- Kabinett Ecevit IV (11. Januar 1999 bis 28. Mai 1999): Selçuk Özbek, parteilos
- Kabinett Ecevit V (28. Mai 1999 bis 18. November 1999):
  - Hikmet Sami Türk, DSP (bis 5. August 2002)
  - Aysel Çelikel, parteilos (ab 5. August)
- Kabinett Gül (18. November 2002 bis 14. März 2003): Cemil Çiçek, AKP
- Kabinett Erdoğan I (14. März 2003 bis 29. August 2007): Cemil Çiçek (Fahri Kasırga: Übergangsminister)
- Kabinett Erdoğan II (29. August 2007 bis 14. Juli 2011):
  - Mehmet Ali Şahin, AK-Partei (bis 1. Mai 2009)
  - Sadullah Ergin, AK-Partei (ab 1. Mai 2009)
- Kabinett Erdoğan III (6. Juli 2011 bis zum 28. August 2014):
  - Sadullah Ergin (bis 25. Dezember 2013)
  - Bekir Bozdağ, AK-Partei (ab 25. Dezember 2013)
- Kabinett Davutoğlu I (29. August 2014 bis zum 28. August 2015):
  - Bekir Bozdağ, AK-Partei (bis 7. März 2015)
  - Kenan İpek, parteilos (ab 7. März 2015)
- Kabinett Davutoğlu II (28. August 2015 bis zum 24. Mai 2016):
  - Kenan İpek, parteilos (bis 24. November 2015)
  - Bekir Bozdağ, AK-Partei (ab 24. November 2015)
- Kabinett Yıldırım (24. Mai 2016 bis 9. Juli 2018)
  - Bekir Bozdağ, AK-Partei (bis 19. Juli 2017)
  - Abdülhamit Gül, AK-Partei (ab 19. Juli 2017)
- Kabinett Erdoğan IV (9. Juli 2018 bis 3. Juni 2023)
  - Abdülhamit Gül, AK-Partei (amtierend seit 19. Juli 2017 bis zum 29. Januar 2022)[6][7]
  - Bekir Bozdağ (amtierend seit Januar 2022 bis zum 3. Juni 2023)
- Kabinett Erdoğan V
  - Yılmaz Tunç, AK-Partei (amtierend seit 3. Juni 2023)